# Santa Maria a Vico
Santa Maria a Vico là một đô thị ở tỉnh Caserta trong vùng Campania của Ý, có vị trí cách khoảng 30 km về phía đông bắc của Naples and about 13 km về phía đông nam của Caserta. Tại thời điểm ngày 31 tháng 12 năm 2004, đô thị này có dân số 13.827 người và diện tích là 10,8 km².
Santa Maria a Vico giáp các đô thị: Arienzo, Cervino, Durazzano, Maddaloni, San Felice a Cancello, Sant'Agata de' Goti.